# Modális hangsor
Modális, más néven diatonikus hangsor (eol) az, amelyet hét különböző hang alkot. A modalitás jelen van a régi (a középkori, a reneszánsz és a barokk) zenében és a magyar népzenében (hétfokú hangkészlettel rendelkező dalainak). A hangsorokat szekundszerkezetük alapján is vizsgálhatjuk, vagyis azt, hogy az öt egész hang (nagy szekund) és a két félhang (kis szekund) hol helyezkedik el a hangsoron belül, ami a hangsor fő jellegzetességét adja.

## A hét alap modális hangsor
A hangsorok részletes bemutatásához a könnyebb érthetőség kedvéért a szolmizációs hangokat is mellérendeljük, és pirossal jelöljük a kis szekund hangközöket.
| Hangsor                | Előjegyzés nélküli példa betűjelekkel | Előjegyzés nélküli példa szolmizációs hangokkal | Hangnem az 1–3–5. fok közötti hangközök szerint | Példa módosított hanggal*                 |
| ---------------------- | ------------------------------------- | ----------------------------------------------- | ----------------------------------------------- | ----------------------------------------- |
| Ion (dúr)              | C-D-E-F-G-A-H-(C)                     | dó-sor /dó-ré-mi-fá-szó-lá-ti-(dó)/             | dúr                                             | dó-sor /dó-ré-mi-fá-szó-lá-ti-(dó)/       |
| Dór                    | D-E-F-G-A-H-C-(D)                     | ré-sor /ré-mi-fá-szó-lá-ti-dó-(ré)/             | moll                                            | lá-sor fivel /lá-ti-dó-ré-mi-fi-szó-(lá)/ |
| Fríg                   | E-F-G-A-H-C-D-(E)                     | mi-sor /mi-fá-szó-lá-ti-dó-ré-(mi)/             | moll                                            | lá-sor tával /lá-tá-dó-ré-mi-fá-szó-(lá)/ |
| Líd                    | F-G-A-H-C-D-E-(F)                     | fá-sor /fá-szó-lá-ti-dó-ré-mi-(fá)/             | dúr                                             | dó-sor fivel /dó-ré-mi-fi-szó-lá-ti-(dó)/ |
| Mixolíd                | G-A-H-C-D-E-F-(G)                     | szó-sor /szó-lá-ti-dó-ré-mi-fá-(szó)/           | dúr                                             | dó-sor tával /dó-ré-mi-fá-szó-lá-tá-(dó)/ |
| Eol (természetes moll) | A-H-C-D-E-F-G-(A)                     | lá-sor /lá-ti-dó-ré-mi-fá-szó-(lá)/             | moll                                            | lá-sor /lá-ti-dó-ré-mi-fá-szó-(lá)/       |
| Lokriszi               | H-C-D-E-F-G-A-(H)                     | ti-sor /ti-dó-ré-mi-fá-szó-lá-(ti)/             | ○                                               |                                           |

*A legkevesebb módosított hangot úgy kapjuk, ha a dúr hangnemben dóval, a moll hangnemben lával kezdjük a hangsort.

## A modális hangsorok C’ alaphangról kiindulva
A szemléltetés kedvéért mindegyikhez egy-egy magyar népdal kottája van mellékelve.

### Lokriszi hangsor
A lokriszi hangsor egy modális hangsor. Előjegyzés nélküli alaphangja a H. Különlegessége, hogy a tonikája és a dominánsa között nem tiszta kvint, hanem szűkített kvint, tritónusz van.
A hangsor ti-dó’-ré’-mi’-fá’-szó’-lá’-ti’, azaz H-C’-D’-E’-F’-G’-A’-H’.

(nincs dal)

## A modális hangsorok és a tonális hangnemek közti különbség
A tonális (a dúr és a moll) hangnemek vezetőhanggal rendelkeznek. A vezetőhang a hangsor hetedik hangja, amely a hangnem alaphangjára vezet. A VII. fok és az I. fok között kis szekund (fél hang) távolság van, ami a dúr esetében a ti-dó és a moll (összhangzatos moll) esetében a szi-lá hangköz. A modális hangsorok a jón (dúr) és a líd hangsoron kívül természetes vezetőhanggal nem rendelkeznek. A mai tonális gondolkozásmód szerint a modális hangsorokat aszerint csoportosíthatjuk, hogy az alaphangra épített hármashangzata (alaphang + terc + kvint) dúr vagy moll jellegű. Ha az alaphangra épített terc nagy, akkor dúr, ha kicsi, akkor moll jellegű.
Eszerint:
- dúr jellegű hangsorok: jón, líd, mixolíd
- moll jellegű hangsorok: dór, fríg, eol

A lokriszi egyikhez sem sorolható, mert bár az alaphangra épített terc kisterc, de az alaphangra épített kvint nem tiszta (ti-fá), hanem szűk. Így a hármashangzata is szűkített.